# Nicolas Jamin
Pour les articles homonymes, voir Jamin.
Nicolas Jamin, plus connu sous le nom de Nico Jamin, né le 5 décembre 1995 à Rouen, est un pilote automobile français.

## Biographie
Nico Jamin fait ses débuts en monoplace lors du championnat de France F4 2012 et termine septième du championnat avec quatre podiums. La saison suivante, il intègre les championnats d'Eurocup Formula Renault 2.0 et de Formula Renault 2.0 Northern European Cup (NEC) avec ART Junior Team.
Avec un podium en NEC, il part tenter sa chance aux États-Unis et rejoint Belardi Auto Racing dans le championnat US F2000 National Championship, quatrième division du Road to Indy, programme d'accession à l'IndyCar Series.
Tandis que son compatriote plus expérimenté, Florian Latorre est sacré champion, Nico Jamin décroche un podium et termine neuvième du championnat.
La saison suivante, il reste en US F2000 et intègre l'écurie championne en titre Cape Motorsports avec Wayne Taylor Racing et est managé par l'ancien pilote de Formule 1, Eric van de Poele.
Lors du championnat hivernal (Winterfest), Nico Jamin réalise quatre podiums en cinq courses et remporte la dernière course du championnat, offrant le double des points, ce qui lui permet d'être sacré champion US F2000 National Championship Winterfest. Lors du championnat principal, Nicolas Jamin se montre intraitable notamment en fin de saison, et est sacré champion, succédant à son compatriote Florian Latorre, à une course du terme du championnat.

## Résultats en compétition automobile
- 2012 : 
  - Championnat de France F4 : 7e avec quatre podiums
- 2013 : 
  - Formula Renault 2.0 Northern European Cup : 7e avec un podium
  - Eurocup Formula Renault 2.0 : deux courses
- 2014 : 
  - US F2000 National Championship Winterfest : 13e avec 46 points
  - US F2000 National Championship : 9e avec un podium
- 2015 : 
  - US F2000 National Championship Winterfest : Champion avec une victoire
  - US F2000 National Championship : Champion
    - (13 pôles en 15 courses, battant le record de Sage Karam avec 11 pôles en 2010)
    - (14 podium en 15 courses, battant le record de JR Hildebrand en 2006)[7]